# Manucho Diniz
Osvaldo Paulo João Diniz (Luanda, 4 de junho de 1986) é um futebolista profissional angolano que atua como médio.

## Carreira
Manucho representou o elenco da Seleção Angolana de Futebol no Campeonato Africano das Nações de 2013.